# Pologne au Concours Eurovision de la chanson 1996
La Pologne a participé au Concours Eurovision de la chanson 1996, le 18 mai à Oslo, en Norvège. C'est la troisième participation de la Pologne au Concours Eurovision de la chanson.
Le pays est représenté par la chanteuse Kasia Kowalska et la chanson Chcę znać swój grzech..., sélectionnées en interne par la TVP.

## Sélection interne
Le radiodiffuseur polonais, la Telewizja Polska (TVP, « Télévision polonaise »), choisit l'artiste et la chanson en interne pour représenter la Pologne au Concours Eurovision de la chanson 1996.
| Interprète     | Chanson                  | Langue   |
| -------------- | ------------------------ | -------- |
| Kasia Kowalska | Chcę znać swój grzech... | Polonais |

Lors de cette sélection, c'est la chanson Chcę znać swój grzech..., interprétée par Kasia Kowalska, qui fut choisie. Le chef d'orchestre à l'Eurovision est Wiesław Pieregorólka (pl).

## À l'Eurovision
À l'exception du pays hôte, la Norvège, qui a été exempté, les 29 pays souhaitant participer au concours de 1996 ont dû passer par un tour de qualification audio uniquement qui s'est tenu le 20 mars 1996. Les sept chansons les moins bien placées sont éliminées et n'apparaissent pas à Oslo. Chcę znać swój grzech a terminé 15e avec 42 points, qualifiant la Pologne pour la finale.

### Tour de qualification
| 12 points | Suède       |
| 10 points | Irlande     |
| 8 points  | Turquie     |
| 7 points  | Malte       |
| 6 points  | France      |
| 5 points  | Estonie     |
| 4 points  | Belgique    |
| 3 points  | Suisse      |
| 2 points  | Autriche    |
| 1 point   | Royaume-Uni |

| 12 points | 10 points            | 8 points   | 7 points    | 6 points              |
| --------- | -------------------- | ---------- | ----------- | --------------------- |
|           | - Allemagne - Russie | - Pays-Bas | - Autriche  |                       |
| 5 points  | 4 points             | 3 points   | 2 points    | 1 point               |
|           |                      | - Estonie  | - Slovaquie | - Grèce - Royaume-Uni |

| 12 points | Irlande   |
| 10 points | Estonie   |
| 8 points  | Autriche  |
| 7 points  | Pays-Bas  |
| 6 points  | Malte     |
| 5 points  | Slovaquie |
| 4 points  | Norvège   |
| 3 points  | Islande   |
| 2 points  | Croatie   |
| 1 point   | Grèce     |

| 12 points | 10 points           | 8 points | 7 points                               | 6 points |
| --------- | ------------------- | -------- | -------------------------------------- | -------- |
|           |                     |          | - Bosnie-Herzégovine - Grèce - Turquie |          |
| 5 points  | 4 points            | 3 points | 2 points                               | 1 point  |
|           | - Autriche - Chypre |          | - Slovaquie                            |          |

Kasia Kowalska interprète Chcę znać swój grzech... en 20e position lors de la soirée du concours, suivant l'Islande et précédant la Bosnie-Herzégovine.
Au terme du vote final, la Pologne termine 15e sur les 23 pays participants, ayant reçu 31 points au total,.